# John Burnside (inventor)
John Lyon Burnside III (2 de novembro de 1916 – 14 de setembro de 2008) foi um inventor americano e ativista dos direitos dos homossexuais, conhecido por inventar o teleidoscópio, o caleidoscópio de campo escuro e o Symmetricon. Como ele redescobriu a matemática por trás da óptica do caleidoscópio, os fabricantes de caleidoscópios opticamente corretos vendidos nos Estados Unidos pagaram-lhe royalties durante décadas. Burnside foi companheiro de vida de Harry Hay de 1962 até a morte de Hay em 2002. Burnside morava em São Francisco, no momento de sua morte em 14 de setembro de 2008, devido a complicações de câncer no cérebro.

## Juventude
Filho único nascido em Seattle, foi criado pela mãe depois que seu pai abandonou a família; sendo pobre, ela periodicamente colocava seu filho aos cuidados de orfanatos. Ele serviu brevemente na Marinha dos Estados Unidos e se estabeleceu em Los Angeles na década de 1940.

## Ativismo pelos direitos dos homossexuais
Burnside e Hay formaram o Circle of Loving Friends em 1965, um grupo que promovia os direitos e o amor gay. Em maio de 1966, os dois fizeram parte de uma das primeiras ações de protesto gay, uma carreata de 15 carros pelo Centro de Los Angeles protestando contra a exclusão dos homossexuais pelos militares. Em 1967, eles apareceram como um casal gay no The Joe Pyne Show. Burnside e Hay ajudaram a planejar a primeira parada do orgulho gay em Albuquerque, Novo México, em 1977. Em 1979, eles juntamente com Don Kilhefner e Mitchell L. Walker, fundaram a Radical Faeries.

## Vida pessoal
Burnside casou-se com Edith Sinclair em Los Angeles. Eles não tiveram filhos. Burnside mais tarde conheceu Harry Hay na ONE, Inc. em 1963. Os dois se apaixonaram e se foram parceiros de vida até a morte de Hay em 2002.
Burnside morreu no domingo, 14 de setembro de 2008, aos 91 anos. Suas cinzas, misturadas com as de Hay, foram espalhadas no Nomenus Faerie Sanctuary em Wolf Creek, Condado de Josephine, Oregon.

## Obituários publicados
- Obituário no Los Angeles Times
- Obituário no Bay Area Reporter
- White Crane Blog
- Obituário no San Francisco Bay Times
- Óbito do Gay City News[ligação inativa]
- Óbito do Queensland News